# Stor groplöpare
Stor groplöpare (Blethisa multipunctata) är en skalbaggsart som beskrevs av Linnaeus. Stor groplöpare ingår i släktet Blethisa och familjen jordlöpare. Arten är reproducerande i Sverige. Inga underarter finns listade i Catalogue of Life.

## Bildgalleri

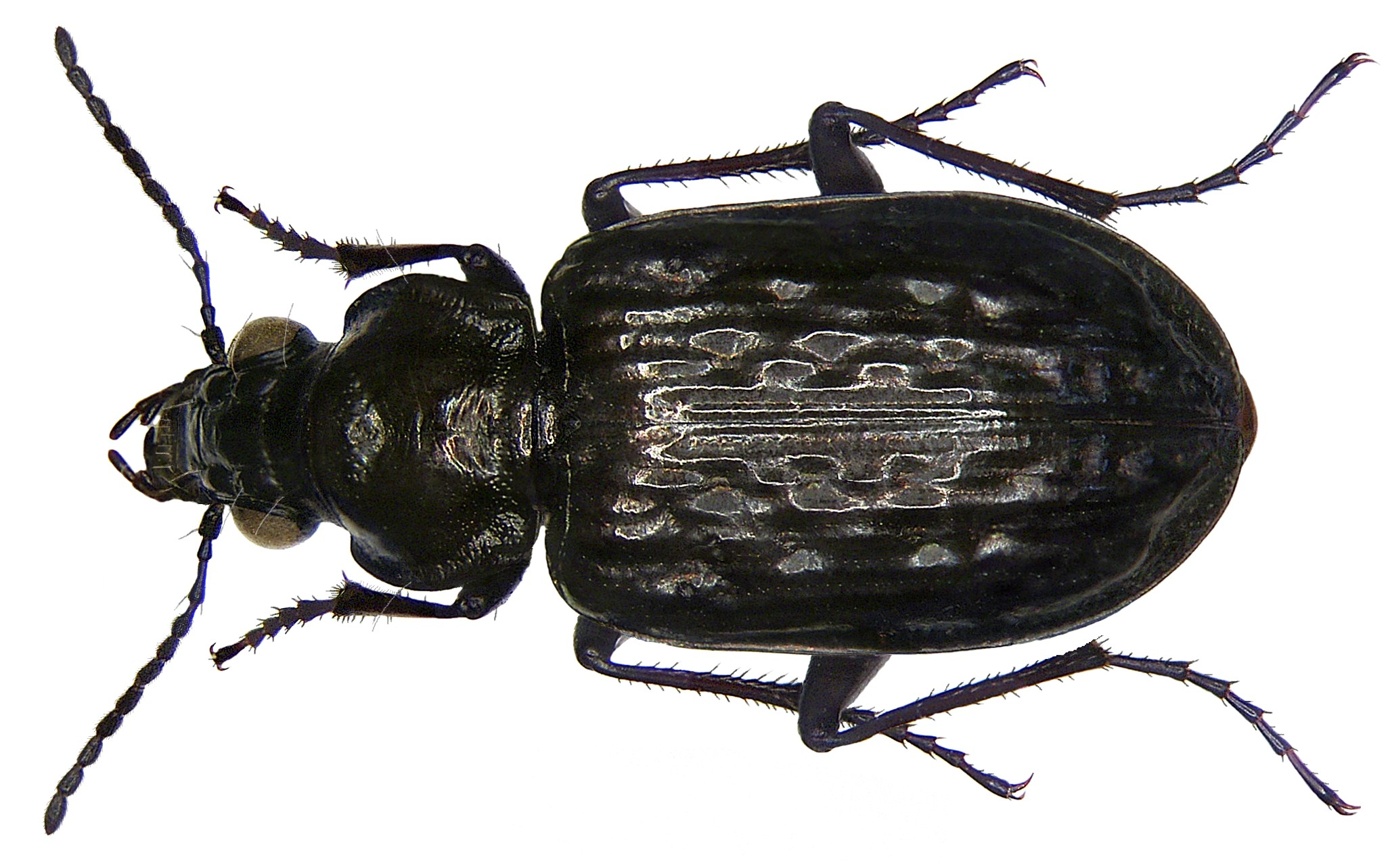
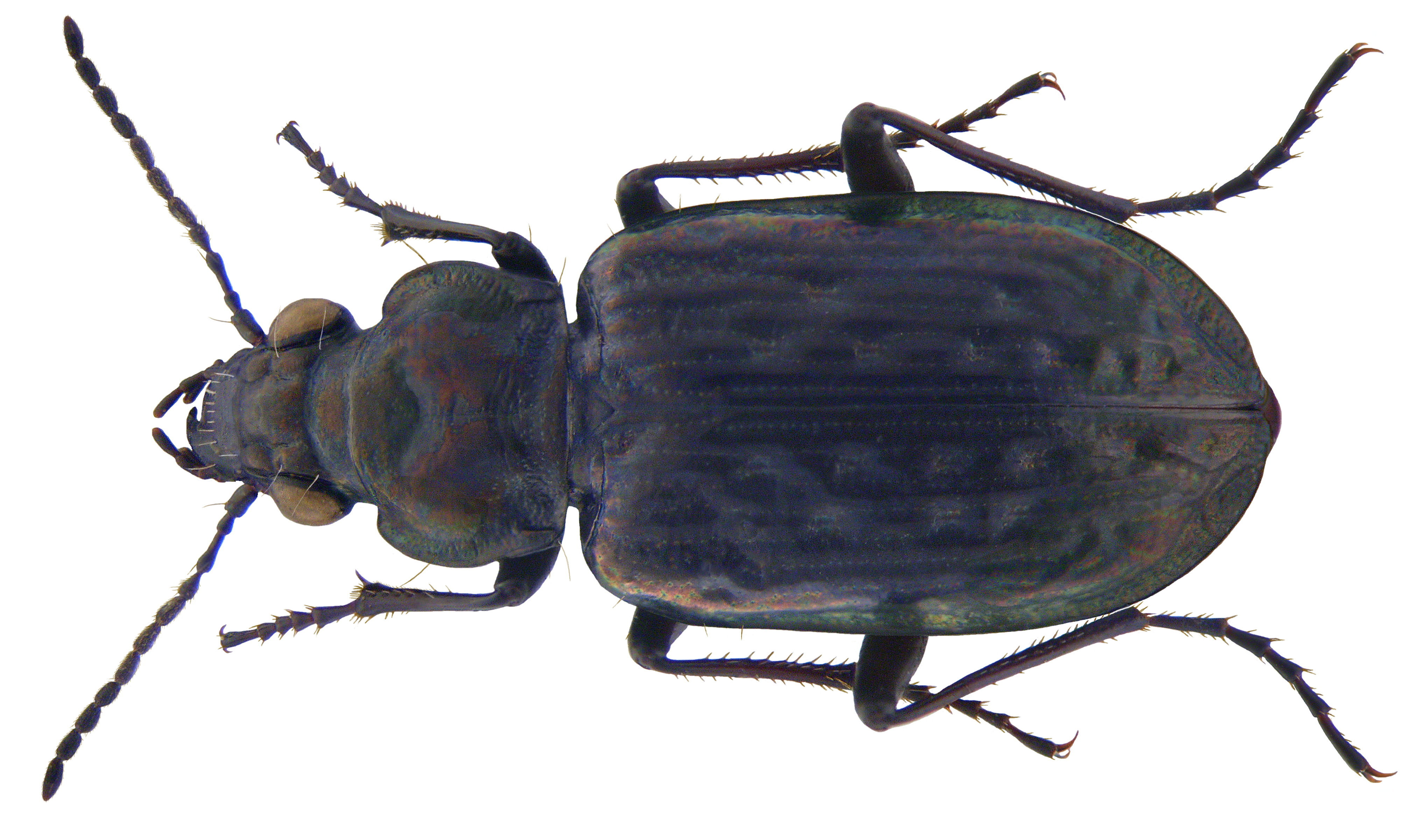
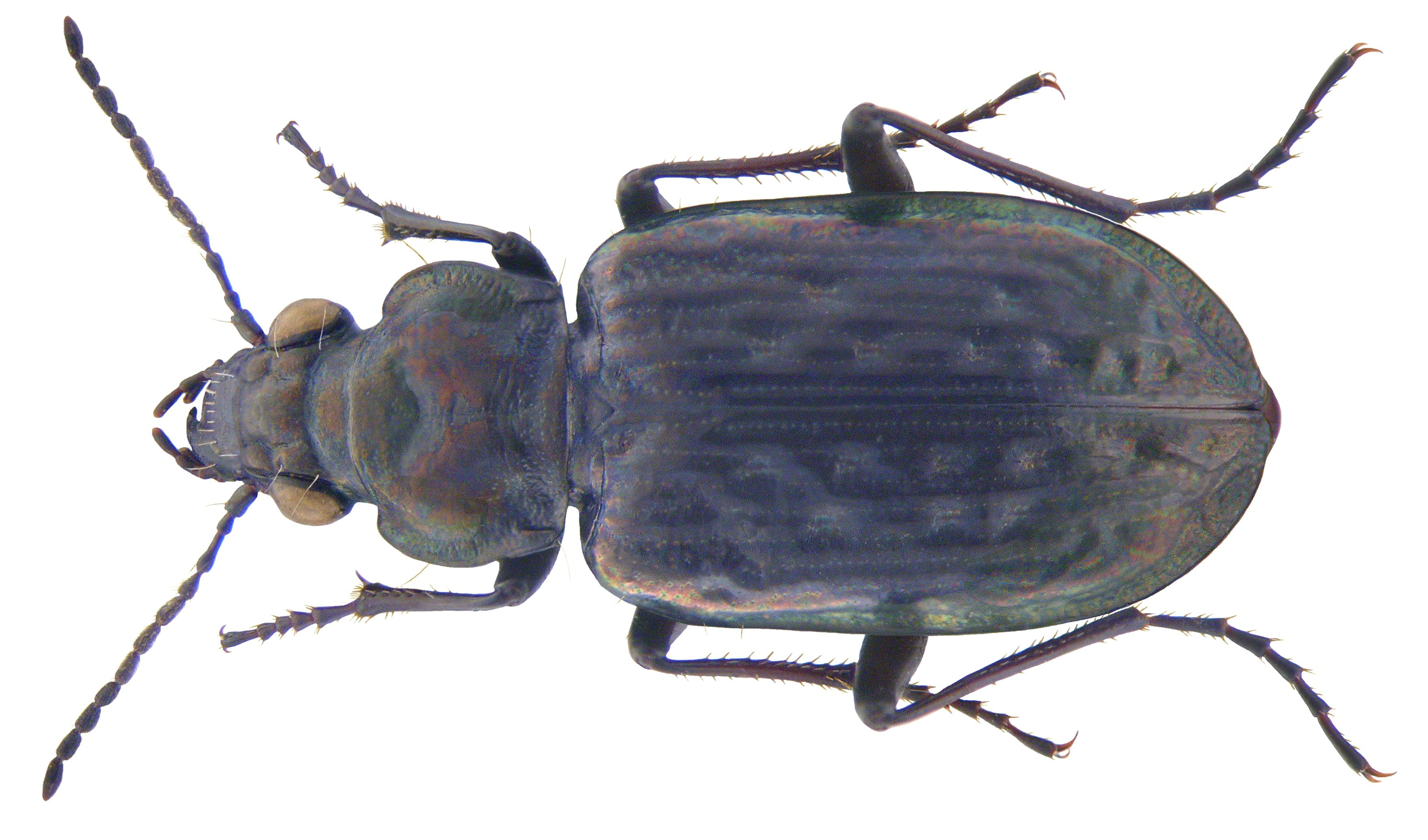
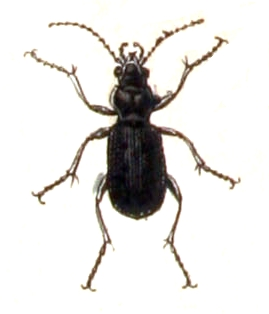
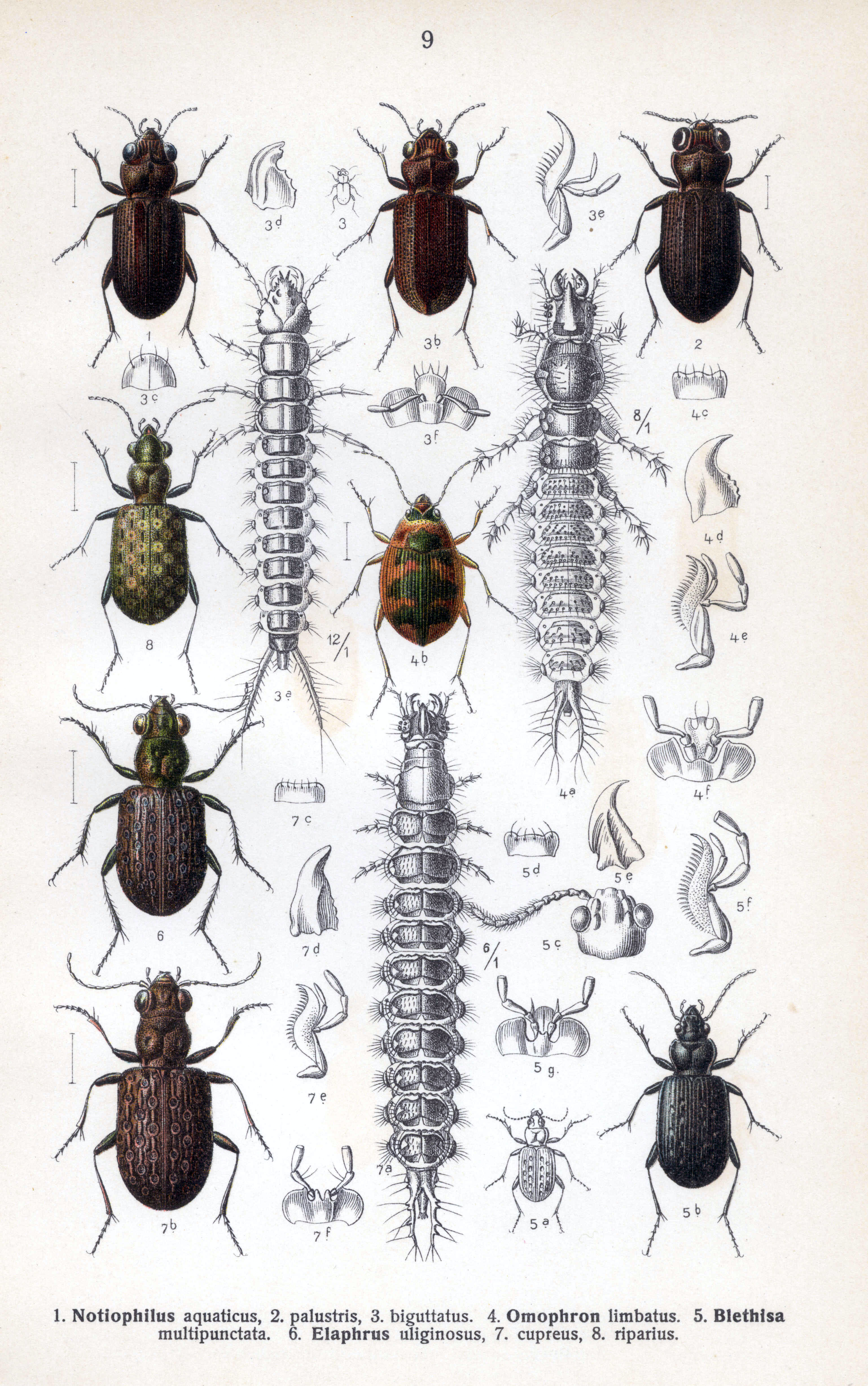